# Mesteri
Mesteri es un pueblo ubicado en el distrito de Celldömölk, en el condado de Vas, Hungría.

## Superficie
Posee una superficie de 11,69 kilómetros cuadrados.

## Demografía
Hasta 2019 la población era de 245 habitantes, con una densidad de población de 20,96 habitantes por kilómetro cuadrado.